# Gemerské Michalovce
Gemerské Michalovce (hongrois : Gömörmihályfalva) est un village de Slovaquie situé dans la région de Banská Bystrica.

## Histoire
La première mention écrite du village date de 1413.
La localité fut annexée par la Hongrie après le premier arbitrage de Vienne le 2 novembre 1938. En 1938, on comptait 215 habitants. Elle faisait partie du district de Tornaľa (hongrois : Tornaljai járás). Le nom de la localité avant la Seconde Guerre mondiale était Michalovce/Mihályfalva. Durant la période 1938 - 1945, le nom hongrois Gömörmihályfalva était d'usage. À la libération, la commune a été réintégrée dans la Tchécoslovaquie reconstituée.

## Démographie

### Évolution de la population
| Année:               | 1994. | 2004.    | 2014.    | 2024.   |
| -------------------- | ----- | -------- | -------- | ------- |
| Nombre de personnes: | 98    | 108      | 97       | 90      |
| Différence:          |       | +10,20 % | -10,18 % | -7,21 % |

| Année:               | 2023. | 2024.   |
| -------------------- | ----- | ------- |
| Nombre de personnes: | 92    | 90      |
| Différence:          |       | -2,17 % |